# Sertralina
Sertralina (nomes comerciais: Zoloft, Tolrest, entre outros) é um antidepressivo da classe dos inibidores seletivos de recaptação de serotonina com ação menor como inibidor da recaptação de dopamina.

## Indicações
A sertralina foi aprovada para as seguintes indicações: depressão maior, transtorno obsessivo-compulsivo, transtorno do stress pós-traumático, transtorno associado à tensão pré-menstrual, transtorno do pânico, distimia, fobia social, transtorno da ansiedade social e transtorno de ansiedade generalizada.

### Depressão
Os ensaios clínicos originais, antes da comercialização, demonstraram uma eficácia fraca a moderada da sertralina em relação à depressão.
No entanto, um considerável corpo de pesquisa posterior estabeleceu-a como uma das drogas de escolha para o tratamento da depressão em pacientes de ambulatório. Apesar dos resultados negativos nos ensaios iniciais, a sertralina é muitas vezes usada também para tratar pacientes internados. A sertralina é eficiente para a depressão severa e para a distimia, uma condição menos severa e mais crônica de depressão. Em vários estudos duplo-cego, a sertralina foi, consistentemente, mais eficiente que o placebo, no que diz respeito à distimia e comparável à imipramina. A sertralina também trata a depressão em pacientes distímicos em um grau mais elevado em relação à terapia cognitivo-comportamental em grupo ou à psicoterapia interpessoal. Adicionando a psicoterapia à sertralina não se mostrou uma melhoria de resultados. Estes resultados também foram confirmados num seguimento por dois anos de grupos tratados com sertralina e tratados com terapia interpessoal. No tratamento da depressão acompanhada por transtorno obsessivo-compulsivo, a sertralina teve uma performance estatisticamente significativa em relação à desipramina, em relação a ambas as desordens. A sertralina foi equivalente à imipramina para o tratamento da depressão com transtorno do pânico co-mórbido, mas foi melhor tolerado. O tratamento com sertralina de pacientes depressivos com transtorno de personalidade co-mórbido, melhorou os seus traços de personalidade e a sua melhoria foi praticamente independente das melhorias da sua depressão.

#### Comparação com antidepressivos tricíclicos
O efeito da sertralina nos sintomas principais da depressão é similar ao dos antidepressivos tricíclicos. Melhorias similares foram vistas em estudos comparativos com a clomipramina e amitriptilina. Ao mesmo tempo, a sertralina resultou numa taxa muito menor de efeitos colaterais em relação com a amitriptalina (49% contra 72% para a amitriptalina e 32% para o placebo), particularmente a boca seca, sonolência, prisão de ventre e aumento do apetite. No entanto, houve mais casos de náuseas e disfunção sexual no grupo tratado com sertralina. Os participantes que tomaram sertralina mostraram uma mais efectiva melhoria na qualidade de vida subjectiva, em medidas como satisfação no trabalho, sentimentos subjectivos, percepção da doença e funções cognitivas.
Um grande estudo duplo-cego comparou a sertralina prescrita para depressão crónica (mais de dois anos) ou depressão com distimia, com o padrão para o tratamento da depressão, o tricíclico imipramina. A sertralina foi equivalente à imipramina para ambas as indicações durante as primeiras 12 semanas do estudo e durante as 16 semanas da fase de continuação. Apenas 11% dos pacientes que tomaram sertralina sofreram de efeitos secundários graves contra 24% da imipramina. Prisão de ventre, tonturas, tremores, boca seca, desordens urinárias e suores, foram observados com mais frequência com a imipramina, e diarreia e insónias com a sertralina. Pacientes a tomar sertralina também reportaram melhor funcionamento social e físico. Os 30% dos pacientes tratados com sertralina ou imipramina que alcançaram uma remissão durante o ensaio, não diferiram da população saudável em medidas como o funcionamento marital, parental, físico e de trabalho, sendo próximos do normal em ajustamentos sociais e outras medidas de relacionamento interpessoal.
Os antidepressivos tricíclicos são considerados terem melhores efeitos que os inibidores seletivos de recaptação de serotonina na depressão melancólica e em pacientes internados, mas não necessariamente para simples depressões mais severas. Em linha com esta generalização, a sertralina não foi melhor que o placebo em doentes internados (ver História) e tão efectivo como a clomipramina na depressão severa. A eficácia comparativa da sertralina e antidepressivos tricíclicos para a depressão melancólica não foi estudada. Uma revisão efectuada em 1998 sugeriu que, devido à sua farmacologia, a sertralina poderia ser mais eficaz que outros ISRS e igual aos tricíclicos para o tratamento da depressão melancólica. Um posterior estudo com ensaio clínico aberto, com fundos da Pfizer, descobriu que a sertralina tinha eficácia igual em pacientes melancólicos em comparação com pacientes não-melancólicos, assim como em prévios pacientes não-respondentes aos tricíclicos em relação a todos os outros pacientes.

#### Comparação com outros antidepressivos
De acordo com uma metanálise de 12 antidepresssivos de nova geração, a sertralina e o escitalopram são os melhores em termos de eficácia e aceitabilidade na fase aguda do tratamento em adultos com depressão major unipolar. reboxetina foi significantemente pior.
Ensaios clínicos comparativos demonstraram que a eficácia da sertralina na depressão é similar à da moclobemida, nefazodona, escitalopram, bupropiom, citalopram, fluvoxamina, paroxetina e mirtazapina. Comparada com pacientes a tomar bupropiom, os pacientes a tomar sertralina apresentaram taxas muito maiores de disfunção sexual (61% contra 10% nos homens e 41% contra 7% nas mulheres), náusea, diarreia, sonolência e suores, como também uma taxa maior de descontinuação devido a efeitos secundários (13% contra 3%). Uma metanálise pela independente Colaboração Cochrane indicou que a sertralina é mais eficiente para o tratamento da depressão que a fluoxetina (Prozac), com uma probabilidade de resposta 1,4 vezes maior, e que é possivelmente melhor tolerada. A maior vantagem da sertralina em relação à fluoxetina foi verificada entre os pacientes severamente deprimidos e os pacientes melancólicos com baixa ansiedade. Estudos comparativos com sertralina e venlafaxina encontraram diferenças marginais a favor da venlafanina ou mesmo sem diferenças.

#### Depressão nos idosos
A sertralina usada no tratamento da depressão nos idosos (mais de 60 anos) foi tida como tendo uma eficácia superior à do placebo e comparável a outro inibidor seletivo de recaptação de serotonina, a fluoxetina, e aos tricíclicos amitriptilina, nortriptilina e imipramina. A sertralina mostrou ter taxas menores de efeitos adversos do que aqueles tricíclicos, com excepção das náuseas, que ocorreram com maior frequência com a sertralina. Em adição a estes factos, a sertralina pareceu ser mais eficaz que a fluoxetina ou a nortriptilina no subgrupo dos maiores de 70 anos. Em ensaio realizados no ano de 2003, comparando a sertralina e um placebo, em pacientes idosos, mostrou uma melhoria estatisticamente significativa mas clinicamente muito modesta na depressão, e nenhuma melhoria na qualidade de vida. Os autores foram muito criticados por Bernard Carroll, membro do FDA Psychopharmacological Drugs Advisory Committee, por terem apresentado estes resultados como positivos.

### Transtorno obsessivo-compulsivo
Estudos controlados por placebo demonstraram que a sertralina era eficaz para o tratamento do transtorno obsessivo-compulsivo em adultos e crianças. Foi mais bem tolerada e, baseado numa análise por intenção-de-tratar, teve uma actuação melhor que o padrão ouro para o tratamento do transtorno obsessivo-compulsivo, a clomipramina A sertralina foi também marginalmente mais eficaz que a fluoxetina (Prozac). É geralmente aceite que as doses de sertralina necessárias para o tratamento efectivo do transtorno são maiores que a dose normal para a depressão. O começo da sua acção é também mais lenta para o transtorno em relação à depressão. A recomendação de tratamento é começar com metade da dose máxima recomendada por pelo menos dois meses. Depois disso, a dose pode ser elevada para o máximo recomendado em casos de resposta insatisfatória. Se o paciente não responde à dose máxima recomendada de sertralina (200 mg), um sucessivo aumento da dose não melhorou significativamente as taxas de resposta.
Os pacientes que respondem à sertralina durante ensaio de curta duração, sustentaram a sua melhoria quando o tratamento continuou por um ano ou mais. Ao mesmo tempo, o tratamento prolongado pode não ser necessário para todos. Num estudo duplo-cego, metade dos sujeitos que foram tratados com sucesso por um ano, foram privados da sertralina. Apenas 48% dos pacientes no grupo que sofreu a privação foram capazes de completar o estudo; no entanto, estes que completaram saíram-se tão bem com os que continuaram a tomar sertralina.
A terapia cognitivo-comportamental, por si só, foi superior à sertralina em ambos os adultos e crianças; no entanto, os melhores resultados foram conseguidos com uma combinação destes tratamentos. Uma análise menciona que a sertralina pode ser usada para o tratamento do transtorno obsessivo-compulsivo co-móbido com a síndrome de Tourette; no entanto, a sertralina pode causar o exacerbar dos tiques provocados pela síndrome.

### Transtorno do pânico

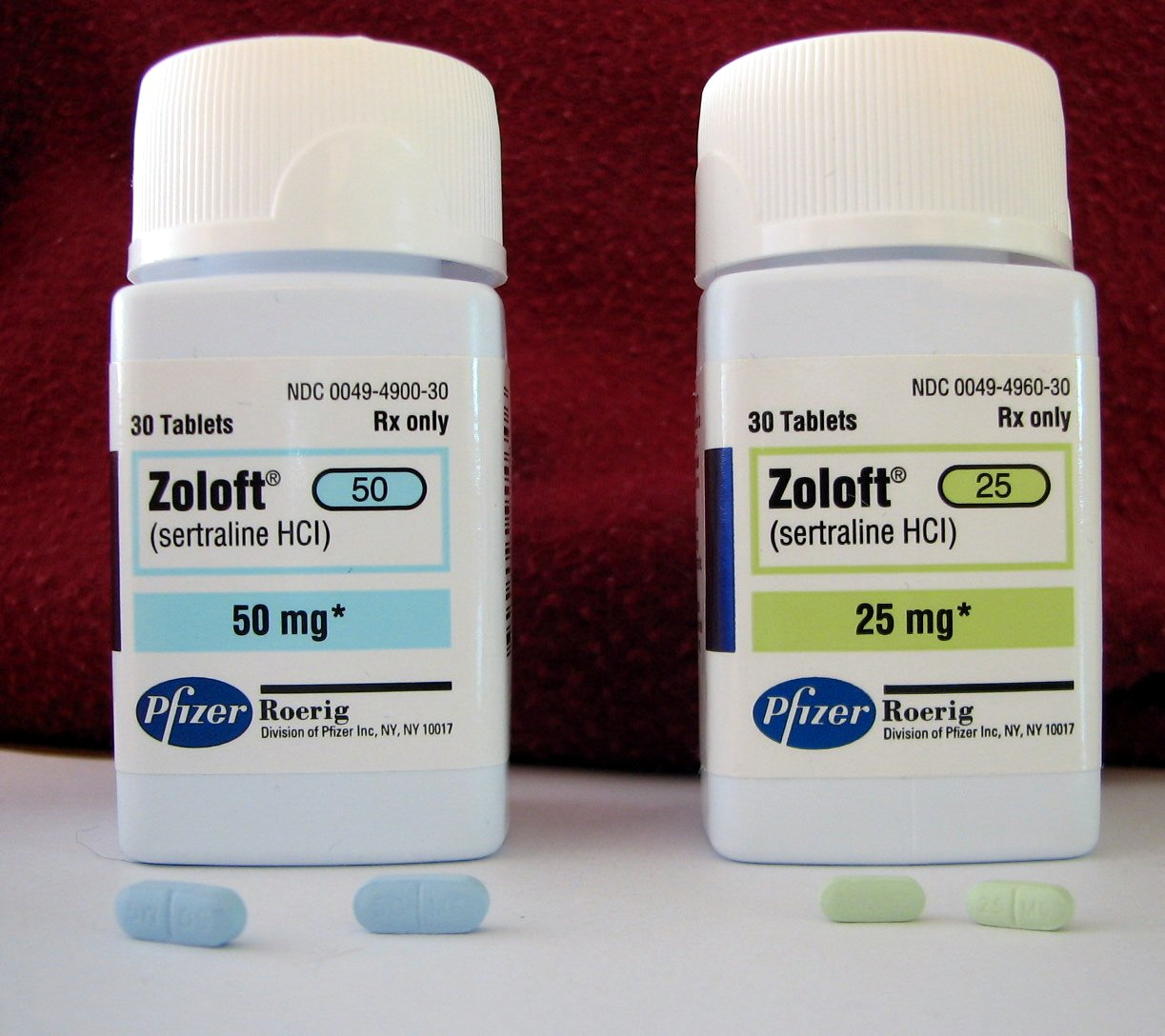
Zoloft 25 mg & 50 mg comprimidos (EUA)

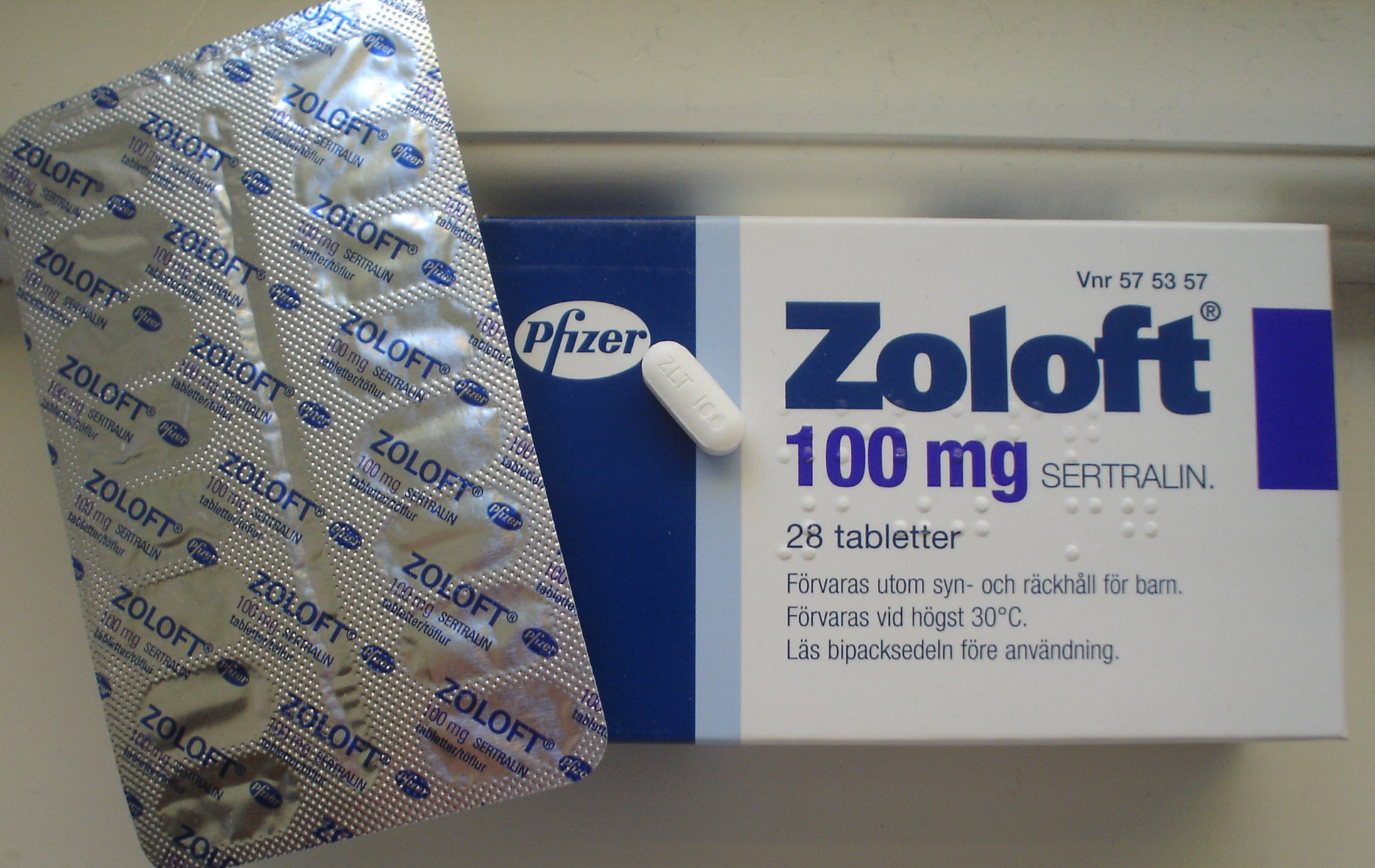
Zoloft 100 mg comprimidos (Suécia)

Em quatro estudos duplo-cego, a sertralina mostrou ser superior ao placebo para o tratamento do transtorno do pânico. A taxa de resposta foi independente da dose aplicada (50–200 mg). Em adição ao decréscimo da frequência de ataques de pânico em cerca de 80% (contra 45% para o placebo) e o decréscimo na ansiedade geral, o uso da sertralina resultou num aumento da qualidade de vida na maioria dos parâmetros. Os pacientes classificados como "com melhorias" com a sertralina reportaram uma melhor qualidade de vida do que aqueles classificados como "com melhoria" através do placebo. Os autores do estudo argumentaram que a melhoria alcançada com a sertralina é diferente e de uma qualidade melhor do que a melhoria alcançada com o placebo. A sertralina foi igualmente efectiva para os homens e para as mulheres e para paciente com ou sem agorafobia. Tratamento previamente mal sucedido com benzodiazepinas não diminuíram a sua eficácia. No entanto, a taxa de resposta foi menor para os pacientes com sintomas mais severos de pânico. Estudos duplo-cego comparativos mostraram que a sertralina tinha os mesmos efeitos no transtornos de pânico como a paroxetina ou como o padrão ouro para o tratamento do transtorno do pânico, o alprazolam (Xanax). Apesar de imprecisa, a comparação dos resultados de ensaios de sertralina com ensaios separados com outros agentes anti-pânico (clomipramina (Anafranil), imipramina (Tofranil), clonazepam (Klonopin), alprazolam, fluvoxamina (Luvox) e paroxetina) indica um equivalência aproximada destas medicações. Apesar de o transtorno do pânico ser considerado como uma condição crónica, o tratamento contínuo pode não ser necessário para toda a gente. Num ensaio duplo-cego de descontinuação, a paragem abrupta de tomar sertralina após um ano de tratamento com sucesso resultou em recaída em 33% dos pacientes contra 13% dos pacientes que continuaram a tomar sertralina nas 28 semanas seguintes. Os pacientes experimentaram síndrome de abstinência distinto, expresso primariamente através de insónias e vertigens, e os autores notaram que uma parte significativa da taxa de recidiva entre os pacientes de interromperam o tratamento podem ser provavelmente imputados à síndrome de abstinência. Confirmando estas hipóteses, num outro estudo, a interrupção gradual da sertralina após 12 semanas de tratamento não levou ao retorno dos sintomas de pânico. No mesmo estudo, a interrupção de toma de paroxetina causou a exacerbação do pânico em cerca de um quinto dos paciente que anteriormente respondiam. Os autores atribuíram esta diferença à síndrome de abstinência mais severa com a paroxetina, que nem mesmo com interrupção por três semanas pôde remediar.

### Fobia social
A sertralina tem sido usada com sucesso no tratamento da fobia social (transtorno da ansiedade social). Num estudo com dosagem flexível, pareceu que um intervalo de dosagem maior era necessário para uma resposta adequada. Mas, a melhoria foi conseguida de maneira lenta, separando da resposta pelo placebo apenas na semana seis, e continuando a aumentar até à semana 12. A resposta foi maior entre os pacientes com um início tardio, especialmente em início em adultos, da doença. Entre as diferentes escalas de avaliação, a melhoria global classificada por clínicos demonstrou as maiores diferenças em relação ao placebo, enquanto que a qualidade de vida auto-avaliada pelos pacientes diferiu do placebo apenas moderadamente. A melhoria mais significativa de qualidade de vida foi observada entre os doentes mais enfraquecidos. Em adição aos componentes psicológicos da fobia social, como o medo ou fuga, a sertralina também melhorou alguns componentes psicológicos, como o corar e as palpitações, mas não os suores e os tremores. Num ensaio comparativo placebo-controlado para a sertralina e terapia de exposição, a sertralina actuou de maneira significantemente melhor que o placebo, enquanto que a terapia de exposição resultou em melhorias apenas marginais. A combinação de sertralina e terapia de exposição não foi significativamente melhor que o tratamento só com a sertralina; no entanto, pareceu que a resposta foi conseguida mais rapidamente com o tratamento combinado.

### Desordem disfórica pré-menstrual
De acordo com vários estudos duplo-cego, a sertralina é eficiente na melhoria dos sintomas da desordem disfórica pré-menstrual, uma forma severa de tensão pré-menstrual. Melhoria significativa foi observada em 50–60% dos casos tratados com setralina contra 20-30% de casos tratados com placebo. A melhoria começou durante a primeira semana de tratamento, e em adição ao humor, irritabilidade e ansiedade, a melhoria foi reflectida num melhor funcionamento familiar, actividade social e qualidade de vida geral. Alguns sintomas como a turgidez, inchaço abdominal e sensibilidade mamária, tiveram uma resposta menor à sertralina. Apesar dos bem conhecidos efeitos secundários sexuais da sertralina, uma melhoria significativa da função sexual foi conseguida pelo grupo que tomou sertralina comparado com o grupo a tomar placebo. Uma comparação em três vias, da sertralina, com um inibidor de recaptação de norepinefrina e antidepressivo tricíclico, a desipramina, e o placebo, demonstraram a superioridade da sertralina, enquanto que a desipramina não actuou melhor que o placebo. Tomar unicamente a sertralina durante a fase luteal, isto é, 12 a 14 dias antes da menstruação, mostrou funcionar tão bem como o tratamento contínuo. Apesar de o tratamento na fase luteal poder ser mais aceitável para os pacientes, existiram indicações de que pelo fim de um período de três meses se torna menos tolerado do que o tratamento contínuo. Os autores do estudo sugeriram que o tratamento contínuo pode permitir que a tolerância aos efeitos secundários se desenvolva mais rapidamente. Descobertas a partir de ensaios mais recentes (2006) indicam que o tratamento contínuo com doses subterapêuticas de sertralina (25 mg contra os usuais 50–100 mg) poder ambos responder à maior eficácia e minimização de efeitos secundários.

### Transtorno por estresse pós-traumático
Dois estudos duplo-cego placebo-controlados confirmaram a eficácia da sertralina para o transtorno por estresse pós-traumático severo e crónico, em civis, com uma duração média da doença de mais de dez anos. Assaltos físicos ou sexuais foram os eventos traumáticos de mais de 60% dos sujeitos e 75% destes eram mulheres. Para além do período de 12 semanas, 53-60% dos pacientes tratados com sertralina melhoraram muito contra 32-38% dos pacientes a tomar placebo. O tratamento foi continuado por mais um ano com alguns dos participantes em ambos os ensaios; alguns dos pacientes que não responderam ao período de ensaio de 12 semanas inicial, melhoraram de maneira lenta, pelo que metade destes foram classificados como tendo respondido por altura fim das seguintes 24 semanas. Os autores notaram que a medicação funcionou melhor para aqueles com sintomas mais severos. A interrupção do tratamento bem-sucedido após seis meses resultou no regresso dos sintomas do transtorno por estresse pós-traumático em 52% dos pacientes contra 16% daqueles que continuaram a tomar sertralina. Tratamento a longo termo tem sido advogado para esses casos.
Ensaios comparativos de 3 vias (placebo-sertralina-terceiro antidepressivo) com sertralina para o transtorno por estresse pós-traumático, mostraram que era melhor que o placebo e equivalente à venlafaxina(Effexor) ou citalopram (Celexa), e uma comparação de duas vias mostrou a mesma eficácia que a nefazodona (Serzone). A sertralina não foi eficiente em veteranos os pacientes com transtorno por estresse pós-traumático relacionado com combates.

### Outras indicações
Dois ensaios clínicos placebo-controlados, com uso da sertralina para o transtorno de ansiedade generalizada foram já conduzidos. Enquanto que um estudo demonstrou melhorias altamente significativas em sintomas de ansiedade e depressão, o outro estudo mostrou apenas melhorias marginais na ansiedade e melhorias insignificantes na qualidade de vida. Pequenos estudos duplo-cegos para disfunções alimentares, tais como a hiperfagia, a síndrome de alimentação nocturna e a bulimia nervosa indicaram a sua eficácia.
Apesar de a sertralina poder ser usada para o tratamento da ejaculação precoce um estudo comparativo mostrou que era inferior a outro inibidor seletivo de recaptação de serotonina, a paroxetina. Uma desvantagem geral dos inibidores seletivos de recaptação de serotonina é que requerem tratamento diário contínuo para que permitam um atraso significativo da ejaculação. Para tratamento com uso ocasional, sob demanda, a clomipramina deu melhores resultados que a paroxetina num estudo, enquanto que noutro estudo quer a setralina quer a clomipramina mostraram-se indistinguíveis em relação à técnica de "pause-squeeze" (pausa-apertar) e inferiores à paroxetina. A pesquisa mais recente, conduzida em 2007, sugere que o tratamento sob demanda com sildenafila (Viagra) oferece uma melhoria dramática no atraso da ejaculação e na satisfação sexual comparada para a toma de paroxetina diária, com a toma sob demanda de sertralina, paroxetina ou clomipramina, e com a técnica de pausa-apertar.
Um pequeno estudo sugere que a sertralina pode ajudar algumas crianças e adolescentes com síncope vasovagal refratária. Relatórios de casos subsequentes indicaram que a sertralina pode ela própria causar síncope em adolescentes e que o tratamento da síncope com sertralina pode torná-la mais frequente.
Em 2015, pesquisadores que procuravam um novo tratamento contra o ebola encontraram 2.700 compostos promissores. Eles testaram cada um em culturas de células e descobriram que 171 pareceram ter alguma atividade antiviral contra o vírus Ebola. O time da pesquisadora, Lisa Johansen, infectou animais com Ebola e descobriu que de uma série de medicamentos, dois deles impediram os ratos de adoecerem. Setenta por cento do grupo que recebeu o antidepressivo Sertralina, e 100 por cento do grupo que recebeu o bloqueador dos canais de cálcio, Vascor, sobreviveram.

## Efeitos adversos
De acordo com a Pfizer, a sertralina é contraindicado em indivíduos que estejam a tomar inibidores da monoamina oxidase ou o antipsicótico pimozida (Orap). O concentrado de sertralina contém álcool e é portanto contraindicado juntamente com dissulfiram. A informação de prescrição recomenda que o tratamento de pacientes mais idosos e de pacientes com deficiências hepáticas deve ser feita com cuidado. Devido à eliminação mais lenta da sertralina nestes grupos, a sua exposição à sertralina pode ser tão alta como três vezes a exposição média para a mesma dose.
Entre os efeitos adversos mais comuns associados à toma de sertralina e listados na informação de prescrição, aqueles que possuem uma maior diferença em relação ao placebo são: a náusea (25% contra 11% para o placebo), falha na ejaculação (14% contra 1% para o placebo), diarreia (20% contra 10% para o placebo), boca seca (14% contra 8% para o placebo), sonolência (13% contra 7% para o placebo), vertigem (12% contra 7% para o placebo), tremor (8% contra 2% para o placebo) e líbido diminuída (6% contra 1% para o placebo). Aqueles efeitos que mais frequentemente resultaram de interrupção do tratamento foram a náusea (3%), diarreia (2%) e insónia (2%). A sertralina parece estar associada com a colite microscópica, uma condição rara de etiologia desconhecida.
A acatisia causada pela sertralina foi observada em 16% dos pacientes numa série de estudos de casos clínicos. Este facto e dados de outros relatórios notam que a acatisia começa logo após o início do tratamento ou após um aumento de dosagem, muitas vezes várias horas após a toma do medicamento. A acatisia normalmente desaparece após vários dias da administração com sertralina ter finalizado ou da dose ser diminuída. Em alguns casos, médicos confundiram a acatisia com ansiedade e aumentaram a dose de sertralina, causando uma pioria dos sintomas dos doentes. Especialistas fazem notar que devido à ligação da acatisia com o suicídio e ao desconforto que causa ao paciente,que "é de vital importância consciencializar os clínicos e pacientes dos sintomas desta condição relativamente comum".
Para períodos de tratamento com sertralina superiores a seis meses, para a depressão, os doentes mostraram um insignificante aumento de peso (0,1%). Similarmente, o longo tratamento, de 30 meses, com sertralina, para o tratamento de transtorno obsessivo-compulsivo, resultou num ganho médio de peso de 1,5% (1 kg). Apesar de a diferença não ter atingido significância estatística, o ganho de peso foi menor no caso da fluoxetina (Prozac) (1%) mas maior no caso do citalopram, da fluvoxamina e paroxetina (2,5%). Apenas 4,5% do grupo tratado com sertralina ganhou uma grande quantidade de peso (definido com um aumento superior a 7%). Este resultado compara favoravelmente com o placebo, com o qual, de acordo com a literatura, 3% a 6% dos pacientes ganharam mais de 7% do seu peso inicial. O grande aumento de peso foi apenas observado entre membros do grupo tratado com sertralina do sexo feminino. A significância desta descoberta não é clara visto que o grupo ter um número de pacientes reduzido.
Depois de um tratamento de duas semanas levado a cabo com voluntários saudáveis, a sertralina aumentou ligeiramente a fluência verbal mas não afectou a aprendizagem de palavras, a memória a curto prazo, o estado de alerta, o tempo de fusão de cintilização, o tempo de reação com dupla escolha, a memória operacional ou a coordenação psicomotora. Apesar de uma classificação subjectiva menor, ou seja, a sensação de que a performance foi menor, não foram observadas diferenças clinicamente relevantes na performance cognitiva objectiva num grupo de pessoas tratadas à depressão com sertralina por 1,5 anos, comparado com controlos com pessoas saudáveis. Em crianças e adolescentes a tomar sertralina por seis meses para combater desordens de ansiedade, 18 em 20 medidas de memória, atenção e de estado de alerta permaneceram inalterados. a atenção dividida foi melhorada e a memória verbal sob condições de interferência diminuíram marginalmente. Devido ao grande número de medidas utilizadas, é possível que estas mudanças pudessem ter sido derivadas de efeitos probabilísticos.

### Sobredosagem
A sobredosagem aguda é muitas vezes manifestada por vómitos, letargia, ataxia, taquicardia e convulsões. As concentrações de sertraline e norsertralina no plasma, soro ou sangue, podem ser medidas para confirmar um diagnóstico de intoxicação em doentes hospitalizados ou para ajudar em investigações medico-legais relacionadas com fatalidades.

### Defeitos congénitos e efeitos em lactentes
Os estudos que comparam os níveis de sertralina e do seu principal metabolito, a desmetilsertralina, no sangue materno, com a sua concentração no sangue do cordão umbilical na altura do parto, indicam que a exposição do feto à sertralina e ao seu metabolito é aproximadamente um terço da exposição materna. O uso de sertralina durante o primeiro trimestre da gravidez foi associado com o aumento da probabilidade de ocorrerem das seguintes condições: onfalocele congénita, atresia anal e defeitos de redução dos membros e também defeitos septais. Concentrações de sertralina e desmetilsertralina no leite materno é altamente variável e, em média, é da mesma ordem de magnitude da concentração no plasma sanguíneo da mãe. Como resultado, mais de metade dos bebés alimentados com leite materno recebem menos que 2 mg/dia de sertralina e desmetilsertralina combinadas e na maioria dos casos estas substâncias permanecem indetectáveis no seu sangue. Não foram detectadas mudanças na captação de serotonina pelas plaqueta de bebés alimentados com leite materno, medidas pelos níveis de serotonina no seu sangue antes e depois das mães terem iniciado o tratamento com sertralina.

### Efeitos sexuais adversos
Tal como outros inibidores selectivos da recaptação de serotonina, a sertralina é associada com efeitos sexuais secundários, incluindo problemas de erecção e dificuldades em atingir o orgasmo. A frequência observada de efeitos sexuais secundários depende grandemente se estes são relatados espontaneamente pelos pacientes ou por solicitação médica. Têm havido vários estudos duplo-cego relativos a efeitos sexuais secundários que comparam a sertralina com placebo ou outros antidepressivos. Enquanto que a nefazodona e a bupropiona não apresentaram efeitos negativos no funcionamento sexual, 67% dos homens a tomar sertralina experimentaram dificuldades na ejaculação contra 18% antes do tratamento (ou 61% contra 0% noutro artigo). De maneira similar, num grupo de mulheres que inicialmente não tinham dificuldades em atingir o orgasmo, 41% adquiriram esse problema durante o tratamento com sertralina. Uma taxa de 40% de disfunção orgásmica (contra 9% para o placebo) foi observada num grupo misto num outro estudo Problemas de excitação sexual, definidas como "lubrificação e tumefacção inadequadas nas mulheres e dificuldades de erecção nos homens", ocorreram em 12% dos pacientes tratados com sertralina, comparados com 1% para o placebo. O efeito de melhoramento de humor resultante do tratamento com sertralina contrabalançou estes efeitos secundários, de modo que o desejo sexual e satisfação geral com o sexo permaneceram inalterados quando comparados com o período antes do tratamento. No entanto, sob acção do placebo, o desejo e a satisfação aumentaram ligeiramente.

### Suicidalidade
A Food and Drug Administration (FDA) impõe que todos os antidepressivos, incluindo a sertralina, possuam um aviso "caixa negra" que refira que os antidepressivos aumentam o risco de suicídio em pessoas menores de 25 anos de idade. Este aviso é baseado em análises estatísticas conduzidas por dois grupos independentes de especialista da FDA, que encontraram um aumento de 2 vezes no comportamento e ideação suicida em crianças e adolescentes e um aumento de 1,5 vezes na suicidalidade no grupo etário dos 18-24 anos.
O comportamento e a ideação suicida, em ensaios clínicos, são raros. Para a análise referida acima, a FDA combinou os resultados de 295 ensaios de 11 antidepressivos para indicações psiquiátricas, com vista a obter resultados estatisticamente significantes. Considerado de maneira separada, o uso de sertralina em adultos diminui as hipóteses de suicídio, com uma significância estatística marginal de 37% ou 50% dependendo da análise estatística usada. Os autores da análise efectuada pela FDA notam que "dado o grande número de comparações feitas nesta revisão, efeitos aleatórios são uma explicação plausível para esta diferença" The more complete data submitted later by the sertraline manufacturer Pfizer indicated increased suicidality. De maneira similar, a análise conduzida pela agência britânica Medicines and Healthcare products Regulatory Agency encontrou um aumento de 50% na hipótese de eventos relacionados com suicídio, não alcançando significância estatística nos pacientes que tomaram sertralina quando comparados com os que tomaram um placebo.

### Síndrome de descontinuação
A interrupção abrupta da toma de sertralina pode resultar em síndrome de interrupção ou descontinuação. Esta síndrome ocorreu em 60% dos pacientes com remissão de depressão que foram dispensados de usar sertralina, num estudo de descontinuação cego, quando comparado com 14% dos pacientes a tomar fluoxetina e 66% dos pacientes a tomar paroxetina. Durante o período de 5 a 8 dias em que a sertralina foi temporariamente substituída por placebo, os sintomas mais frequentes (relatados por mais de uma quarto dos pacientes) foram a irritabilidade, agitação, vertigens, dores de cabeça, nervosismo, choro, labilidade emocional, sonhos incómodos e ira. Cerca de um terço mostraram pioria no estado de humor a nível geralmente associado a um episódio depressivo maior. Num estudo duplo-cego com pacientes com remissão de transtorno de pânico, a interrupção abrupta de sertralina aumentou os níveis de insónia e vertigens (ambos a 16-17% contra 4% para o caso da continuação de tratamento), apesar de a dor de cabeça, depressão e mal estar não terem aumentado de maneira significativa. Noutro estudo duplo-cego com pacientes recuperados de transtorno do pânico, a síndrome de descontinuação foi completamente evitado quando a sertralina foi gradualmente descontinuada por um período de três semanas, enquanto que os pacientes a tomar paroxetina continuaram a sofrer da síndrome.

## Mecanismo de acção

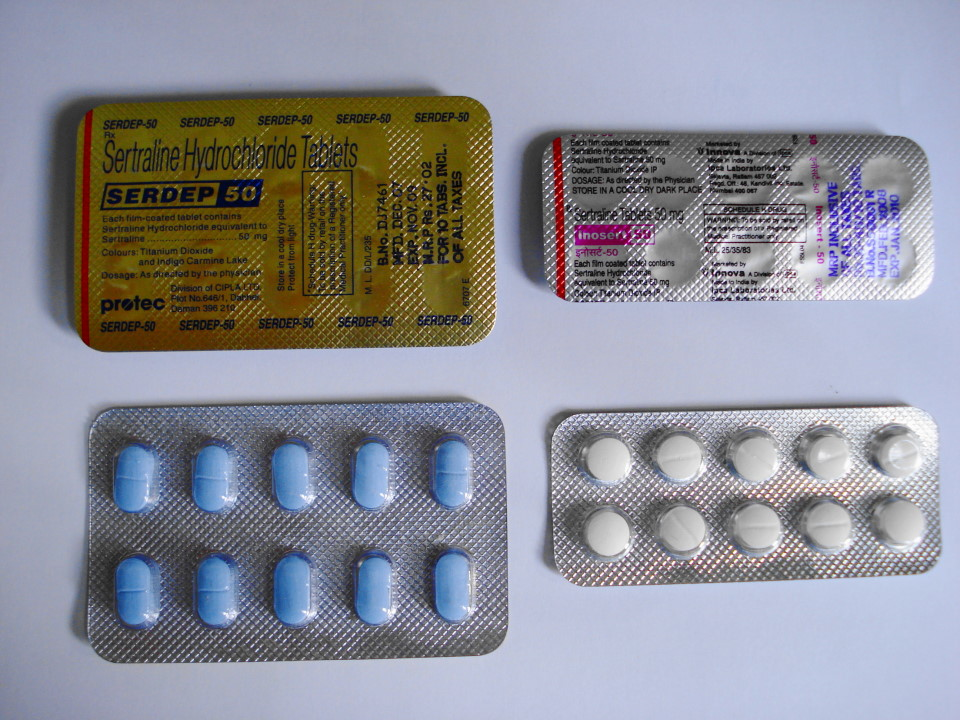
Comprimidos de Zoloft

A sertralina é em primeiro lugar um inibidor seletivo da recaptação de serotonina (ISRS). Doses terapêuticas de sertralina (50–200 mg/dia) tomadas por pacientes num período de quatro semanas resultaram numa inibição de 80-90% do transportador de serotonina no corpo estriado medida por tomografia por emissão de positrões. uma dose diária de 9 mg foi suficiente para inibir 50% do transportador. A sertralina é também um inibidor da recaptação de dopamina, com 1% da sua potência como IRS, um antagonista do receptor σ1 (sigma 1), com 5% da sua potência como IRS, o antagonismo ao receptor Sigma1 pode ser a causa da sertralina estar mais relacionada a diarréia. É um antagonista do adrenoreceptor-α1, com 1-10% da sua potência IRS.

## Farmacocinética
A sertralina é absorvida lentamente quando tomada por via oral, atingindo a sua máxima concentração plasmática 4 a 6 horas após a ingestão. No sangue, tem 98,5% de Ligação a proteínas plasmáticas. A sua meia-vida no corpo é de 13 a 45 horas e, em média, é 1,5 vezes maior no sexo feminino (32 horas) do que no sexo masculino (22 horas), levando a uma exposição 1,5 vezes maior nas mulheres. De acordo com estudos in vitro, a sertralina é metabolizada por múltiplas isoformas do citocromo 450: CYP2D6, CYP2C9, CYP2B6, CYP2C19 e CYP3A4. Transpareceu ser improvável que a inibição de qualquer isoforma isoladamente poder causar mudanças clinicamente significativas na farmacocinética da sertralina. Nenhuma diferença na farmacocinética da sertralina foi observada entre pessoas com altas ou baixas actividades de CYP2D6; no entanto, metabolizadores de CYP2C19 pouco eficazes possuem níveis de sertralina 1,5 vezes superior ao normal. Dados de estudos in vitro também indicam que a inibição da CYP2B6 pode ter ainda efeitos maiores que a inibição de CYP2C19, enquanto que a contribuição da CYP2C9 e CYP3A4 para o metabolismo da sertralina seria menor. Estas conclusões não foram verificadas em estudos com humanos. A sertralina pode ser desaminada in vitro por monoamina oxidases; no entanto, esta via metabólica nunca foi estudada in vivo. O metabolito principal da sertralina, a desmetilsertralina, é cerca de 50 vezes mais fraca como inibidor do transportador de serotonina que a sertralina e o seu efeito clínico é negligenciável.

## Interacções
A sertralina é um moderado inibidor de CYP2D6 e CYP2B6, in vitro. De acordo com esses factos, em ensaios em humanos provocou um aumento dos níveis de substratos de CYP2D6 como o metoprolol, o dextrometorfano, a desipramina, a imipramina e a nortriptilina, assim como o substrato de CYP3A4/CYP2D6, o haloperidol. Este efeito é dependente da dose administrada; por exemplo, co-administração com 50 mg de sertralina resultou numa exposição 20% maior à desipramina, enquanto que 150 mg de sertralina levou a um aumento de 70%. Num estudo placebo-controlado, a administração concomitante de sertralina e metadona causou um aumento de 40% nos níveis sanguíneos desta última, que é primariamente metabolizada pela CYP2B6.
A sertralina mostrou ter um pequeno efeito inibidor no metabolismo do diazepam, da tolbutamina e da varfarina, que são substratos da CYP2C9 ou da CYP2C19; este efeito não foi considerado como clinicamente relevante. Como esperado de dados obtidos de estudos in vitro, a sertralina não alterou o metabolismo humano dos substratos da CYP3A4, a eritromicina, o alprazolam, a carbamazepina, o clonazepam e a terfenadina; também não afectou o metabolismo do substrato da CYP1A2, a clozapine.
A sertralina não teve efeitos nas acções da digoxina e do atenolol, que não são metabolizados no fígado. Relatos de casos sugerem que a toma de sertralina com fenitoína e zolpidem pode induzir o metabolismo da sertralina e reduzir a sua eficácia, e que a toma de sertralina com lamotrigina pode aumentar o nível sanguíneo de lamotrigina, possivelmente através da inibição da glucuronidação.
Relatos clínicos indicam que a interação entre a sertralina e o inibidor da monoamina oxidase, isocarboxazida, e a tranilcipromina, pode resultar em síndrome da serotonina. Num estudo placebo-controlado no qual a sertralina foi co-administrado com lítio, 35% das pessoas experimentaram tremores, enquanto que nenhuma das que tomava placebo experimentou tal efeito.
Sertralina não potencializa os efeitos do álcool, mas o uso concomitante deve ser evitado, esta associação é classificada como moderada. Apresentaa, de acordo com o site Drugs.com com 802 fármacos e com 7 tipos de doenças.

## Dosagem usual
O cloridrato de sertralina está disponível em apresentações de comprimidos de 25 mg, 50 mg, 75 mg e 100 mg. A dose máxima diária é de 200 mg, ingerida uma vez ao dia ou em doses fracionadas.

## História
No início dos anos 1970, os químicos farmacêuticos da Pfizer produziram uma nova série de compostos psicoativos, dos quais a Tametralina a mais promissora. No entanto, o desenvolvimento de tametralina foi interrompido em breve devido às suas propriedades Estimulante.
Vários anos depois, em 1977, o cientista Kenneth Koe (bioquímico) e Willard Welch (químico) foram capazes de sintetizar e testar alguns derivados da tametralina anteriormente inexplorados. Em seguida, Willard Welch produziu estereoisômeros do candidato mais provável, e eles testaram In vivo pelo cientista de comportamento animal Albert Weissman. O isômero cis (+) - seletivo mais potente e seletivo foi desenvolvido e eventualmente se tornou sertralina.
A descoberta da molécula da sertralina foi uma fortuna. Naquela época, durante o desenvolvimento da sertralina, a Pfizer estava considerando o licenciamento de um candidato antidepressivo de outra empresa. E os cientistas tiveram que superar as intenções iniciais da Pfizer de parar o desenvolvimento da sertralina.